# Sur la plage
Sur la plage è un cortometraggio muto del 1915 scritto e diretto da Raoul Barré. Negli Stati Uniti prese il titolo Cartoons on the Beach.

## Trama
Le scappatelle romantiche in spiaggia di due coppie danno lo spunto per quattro cartoni animati.

## Produzione
Il film fu prodotto dalla Edison Company, dalla Barre Studios e dalla Société des Etablissements L. Gaumont.

## Distribuzione
Distribuito dalla General Film Company, il film - un cortometraggio in una bobina - uscì nelle sale cinematografiche USA l'8 settembre 1915.